# 北京の戦い (1215年)
北京の戦い（ほっけいのたたかい）は、1214年から1215年にかけて行われたモンゴル帝国軍による金朝領北京大定府（現在の内蒙古赤峰市寧城県）の包囲戦。包囲戦は左翼万人隊長のムカリ率いる軍団によって行われ、1215年3月までに北京は陥落した。北京包囲は漢人として最も早期にモンゴルに降った史氏一族によって主導されており、陥落した後の北京は史氏一族の一時的な根拠地として用いられることとなった。
なお、『元朝秘史』には「皇弟のジョチ・カサルによって北京城が攻略された」と記されるが、後述するようにこれは複数の記録を混同したもので、史実ではない。

## 背景
北京大定府の前身は遼朝（キタイ帝国）が奚族を統治するために置いた中京大定府であり、モンゴル高原と華北を結ぶ要衝として大定府は遼朝・金朝双方から重視されていた。『金史』巻24地理志によると北京大定府には64,047戸を有する重鎮であり、いわゆる遼西地方の中心的集落であった。
1211年より金朝に侵攻していたチンギス・カンは1214年に金朝と和議を結び、一旦華北から離れたが、モンゴル軍を過度に恐れた金朝朝廷は河南の開封への遷都を断行し（貞祐の南遷）、これを和議違反と見なしたモンゴル軍は再侵攻を開始した。この時チンギス・カンは左翼万人隊長のムカリに遼西地方の経略を委ね、ムカリ率いる軍団は1214年8月より遼西地方の平定を開始した。なお、同時期の遼東地方の経略はイキレス部のブトゥ・キュレゲンに委ねられていた。
一方、モンゴルの最初の華北侵攻で投降した漢人は郷里を離れ、モンゴル軍の基地が置かれた魚児濼（現在のダライ・ノール）に移住していた。この時魚児濼に居住していた史氏一族は恐らく新たな居住地を求めており、魚児濼からほど近い北京大定府を最も好条件の移住地と見なしていたと考えられる。史氏一族を代表してモンゴル軍に参加していた史天倪は、ムカリに対して「遼水の東西諸郡は、金朝の腹心の地です。我が大寧（＝北京大定府）を得れば、金朝は遼陽（遼東の中心都市）を保つことはできなくなるでしょう」と述べて北京大定府攻略を献策していた。ムカリは史天倪の献策を受け入れ、こうして史氏一族の主導によって北京大定府攻略が進められることとなった。

## 戦闘
モンゴル軍が遼西方面に進出してきたころ、北京は金朝の守将の奥屯襄（『元史』ムカリ伝での表記は「銀青」）が駐屯していた。奥屯襄はムカリ軍を撃退するべく20万の軍勢を率いて出撃したが、死者8万を超える大敗を喫して敗走し、北京に籠城せざるを得なくなった。
1214年8月よりモンゴル軍は北京の包囲を始め、この包囲戦には契丹人の石抹エセンのほか、史秉直・史進道・史天倪・史懐徳・史天祥ら戦闘能力のある史氏一族全員が参戦していた。ムカリ軍は周辺の恵和・金源・和衆・龍山・利建・富庶といった諸城を陥落させたものの、遼西の重鎮である北京大定府はなかなか降らず、包囲戦は1215年まで長引いた。
包囲戦の最中、史天祥は金朝の将の完顔胡速を捕虜とした。ムカリは完顔胡速を処刑しようとしたが、史天祥は「一人の将を殺した所で敵軍を損なうことはなく、むしろ天下の人々の敵愾心を煽るだけである」として完顔胡速を助命・登用するよう勧め、ムカリはこれを受け入れて完顔胡速を千戸に任じたとの逸話が伝えられている。
一方、北京大定府を守る金朝側では、1215年正月に北京宣撫使兼留守の奥屯襄が配下の北京宣差提控の完顔習烈に殺されるという事件が起こった。完顔習烈もまた配下によって殺されてしまったが、これにより金朝側の統制は低下した。
1215年3月、モンゴル軍による総攻撃が始まると、史懐徳は城壁の攻略で先陣を切り、敵将2名を捕虜とする功績を挙げたが、流れ矢に当たって戦没してしまった。史懐徳の犠牲もあってモンゴル軍は北京を陥落させることに成功し、奥屯襄の後任として北京を守っていた元帥の寅答虎・烏古倫らは投降した。
戦後はムカリ配下のウヤルが北京路都元帥に、史秉直が尚書行六部事にそれぞれ命じられて北京を統治した。これ以後、史氏一族は真定府に移住するまで北京大定府を根拠地としてモンゴル帝国内での地位を固め、やがて漢人世侯の代表的存在としてモンゴル帝国内で繁栄することとなる。

## 『元朝秘史』の記述
『元朝秘史』にも北京城攻略にかかる記述があるが、その内容は『元史』などの漢文史料の伝えるものと大きく異なる内容となっている。
この記述を『元史』と比較すると、「皇弟のジョチ・カサル（哈撒児）がジュルチェデイ（拙赤䚟）らとともに遼西諸郡を攻め取った」とする点では1213年（太祖八年癸酉）の記事に近く、「北京城を攻め取った」とする点では1214年（太祖十年乙亥）の記事に近い。よって、『元朝秘史』の他の部分と同様、遼西地方攻略にかかる記述もいくつかの史実を混同して記載したものと考えられている。

### 原史料
1. ↑  『元史』巻147列伝34史天倪伝,「既以万戸統諸降卒、従木華黎略地三関已南、至於東海、所過城邑皆下。因進言於木華黎曰『金棄幽燕、遷都於汴、已失策矣。遼水東西諸郡、金之腹心也。我若得大寧以挖其喉襟、則金雖有遼陽、終不能保矣』。木華黎善之。先、倫卒時、河朔諸郡結清楽社四十餘、社近千人、歳時像倫而祠之。至是、天倪選其壮勇万人為義兵、号清楽軍、以従兄天祥為先鋒、所向無敵。分兵略三河・薊州、諸寨望風款服」
2. ↑  『元史』巻119列伝6木華黎伝,「乙亥……進攻北京、金守将銀青率衆二十万拒花道逆戦、敗之、斬首八万餘級。城中食尽、契丹軍斬関来降、進軍逼之、其下殺銀青、推寅答虎為帥、遂挙城降。木華黎怒其降緩、欲坑之、蕭也先曰『北京為遼西重鎮、既降而坑之、後豈有降者乎』、従之。奏寅答虎留守北京、以吾也而権兵馬都元帥鎮之」
3. ↑  『元史』巻150列伝37石抹也先伝,「歳乙亥、移師囲北京、城久不下、及城破、将屠之。也先曰『王師拯人水火、彼既降而復屠之、則未下者、人将死守、天下何時定乎』。因以上聞、赦之。授御史大夫、領北京達魯花赤」
4. ↑  『乾隆永清県志附永清文徴』史氏慶源之碑,「甲戌秋八月、従王攻北京。明年三月、城陥。王以国人鳥野児為北京路都元帥、以公為尚書行六部事。公悉主饋遣。軍中未嘗乏絶、為王所嘉」
5. ↑  『畿輔通志』巻166古蹟略陵墓2史進道神道碑,「甲戌三月、還師囲守中都。至四月、王命北進。八月、復進兵囲守北京。乙亥三月、城降」
6. ↑  『元史』巻147列伝34史天倪伝,「甲戌、朝太祖於燕之幄殿、所陳皆奇謀至計、大称旨、賜金符、授馬歩軍都統、管領二十四万戸。従木華黎攻高州、又従攻北京、皆不戦而克」
7. ↑  『元史』巻147列伝34史天祥伝,「甲戌、略地高州、抜恵和・金源・和衆・龍山・利建・富庶等十五城、惟大寧固守不下。天祥獲金将完顔胡速、木華黎欲殺之、天祥曰『殺一人無損於敵、適駆天下之人為吾敵也。且其降時嘗許以不死、今殺之、無以取信於後、不若従而用之』。乃以為千戸。復合衆攻其城、懐徳先登、擒其二将、為流矢所中、没於軍。乃以所統黒軍命天祥領之」
8. ↑  『金史』巻103列伝41奥屯襄伝,「奥屯襄、本名添寿、上京路人。……二年二月、為元帥右都監、行元帥府事于北京。五月、改留守、兼前職、俄遷宣撫使兼留守。……三年正月、襄為北京宣差提控完顔習烈所害。未幾、習烈復為其下所殺、詔曲赦北京」
9. ↑  『元史』巻1太祖本紀,「十年乙亥……二月、木華黎攻北京、金元帥寅答虎・烏古倫以城降、以寅答虎為留守、吾也而権兵馬都元帥鎮之」